# La canzone degli anni perduti
La canzone degli anni perduti è un dipinto di Voltolino Fontani realizzato fra il 1937 e il 1941, olio su tela di cm 215x179.

## Descrizione
Questo dipinto chiude il precocissimo primo periodo artistico del pittore (nato a Livorno nel 1920), il periodo denominato dell'espressionismo psicologico, che si snoda tra la fine del 1936 ed il 1941, quindi tra l'età di sedici e di ventuno anni.
Opera di vaste proporzioni, essa racchiude le principali figure femminili che hanno connotato, come soggetti pittorici, la giovinezza artistica di Voltolino Fontani, con in più la presenza stessa, in senso soprattutto autobiografico ed in parte autorittrattistico del pittore medesimo.
Viene considerata una delle sue opere principali, forse il suo capolavoro, (come da indicazione critico scientifica di Francesca Cagianelli, Giacomo Romano e Bruno Corà), poiché pur affrontando ed esprimendosi con un linguaggio figurativo (che l'autore abbandonerà negli intensi anni successivi alla seconda guerra mondiale, vedere l'Eaismo), rimane un'opera in cui il lato visionario e fortemente simbolico tocca vertici, appunto scientificamente descritti nella bibliografia sottostante, chiaramente assoluti. Ovvero il concetto sintetizzato in particolare da Giacomo Romano, è che La canzone degli anni perduti fa parte di quelle rarissime opere che non hanno bisogno di essere contestualizzate per riconoscerne nel tempo la misteriosa potenza estetica.